# Marianne (film)
Marianne è un film muto prodotto nel 1929 e diretto da Robert Z. Leonard. Il film non ebbe mai una distribuzione negli Stati Uniti: venne sostituito da un immediato rifacimento, La compagnia d'assalto, un film musicale diretto sempre da Leonard e interpretato da Marion Davies, ma con un altro cast. Marianne venne distribuito solo al di fuori dagli Stati Uniti nel 1931.

## Produzione
Il film fu prodotto dalla Cosmopolitan Productions per la Metro-Goldwyn-Mayer (MGM)

## Distribuzione
Distribuito dalla Metro-Goldwyn-Mayer (MGM), il film uscì in Portogallo il 23 luglio 1931 con il titolo Mariana. La versione muta non uscì mai negli Stati Uniti, sostituita da quella sonora che fu presentata al Capitol Theatre di New York nell'ottobre 1929.